# Исповедь экономического убийцы
 «Исповедь экономического убийцы» (англ. Confessions of an Economic Hit Man) — полубиографическая книга Джона Перкинса, опубликованная в 2004 году. Книга посвящена деятельности Перкинса в качестве работника электротехнической компании Chas. T. Main из Бостона. Согласно воспоминаниям Перкинса, во время работы на Chas. T. Main его основной задачей являлось убеждение представителей развивающихся стран в необходимости привлечения кредитов для развития инфраструктурных проектов (способствующих, помимо всего прочего, повышению уровня благосостояния местной элиты), в качестве исполнителей которых, как правило, рассматривались американские компании. Привлеченные для реализации инфраструктурных проектов кредиты, по мнению автора, предоставляли Соединенным Штатам политическое влияние на страну-реципиента, и открывали американским компаниями доступ к источникам полезных ископаемых. В своей книге автор называет подобный подход «экономическим убийством» и, несмотря на то, что на протяжении всей своей карьеры Джон Перкинс работал на частные компании, представляющие, по мнению автора, скорее, средоточие корпорократии и алчности, нежели систему реализации «заговора», он утверждает, что перед приходом в Chas. T. Main его интервьюировало Агентство национальной безопасности. Согласно утверждениям автора, собеседование перед приёмом на работу было проведено в виде «независимой процедуры», завершившейся приёмом Джона Перкинса на работу в качестве советника по экономике к вице-президенту Chas. T. Main — Эйнару Гриву (англ. Einar Greve), имеющего, по мнению автора, связи с Агентством национальной безопасности.

## Содержание
В книге «Исповедь экономического убийцы» серьёзнейшим образом критикуется внешняя политика Соединенных Штатов и ставится под сомнение идея о том, что «экономический рост приводит к росту благосостояния населения, и чем больше величина экономического роста — тем больше выгод получают широкие слои населения». Согласно автору, основные барыши от проектов получает небольшой круг дельцов, и в подтверждение своей точки зрения он приводит примеры экономического неравенства, возникающего из-за использования дешёвой рабочей силы американскими компаниями, и экологические проблемы, являющиеся следствием эксплуатации природных ресурсов. В своей книге Перкинс описывает систему «корпорократии и алчности», которая, по мнению автора, представляет собой основную движущую силу в установлении власти Соединённых Штатов в глобальном масштабе, и в которой лично Джон Перкинс служил в качестве «экономического убийцы».
Согласно автору от него как от сотрудника Chas. T. Main требовалось убедить лидеров в политической и финансовой сфере развивающихся стран в необходимости привлечения огромных кредитов для реализации различных проектов от таких институтов, как Всемирный банк и Агентство США по международному развитию. В свою очередь развивающиеся страны, будучи не в состоянии выплачивать неподъемные долги, были вынуждены идти на поводу Соединенных Штатов по широкому кругу вопросов, что в свою очередь, по мнению автора, приводило к политической нейтрализации местной элиты и росту экономического неравенства. В подтверждении своих слов Перкинс приводит разговоры с различными влиятельными персоналиями, такими как Грэм Грин и Омар Торрихос:
 «Экономический убийца» — высокооплачиваемые профессионалы, которых нанимают для того, чтобы обманывать целые страны на многие миллиарды долларов. Эти наемники занимаются тем, что перекачивают огромные суммы из Мирового банка, Агентства США по международному развитию и международных фондов «помощи» в карманы крупных корпораций и ограниченного круга богатых семей, контролирующих природные ресурсы планеты. Арсенал «экономических убийц» довольно богат и включает в себя липовые финансовые отчеты, фальсификации выборов, взятки, вымогательство, сексуальные практики и убийства. «Экономические убийцы» ведут свою игру, старую как мир, но которая благодаря расширению глобализации уже приняла «ужасающие масштабы». 
По словам Перкинса, он начал писать свою книгу в 1980-х, но ему все время вставляли палки в колеса, пытаясь «подкупить, чтобы остановить работу над книгой».
В своей книге Перкинс постоянно отрицает существование какого-либо «заговора»:
В шестидесятых я был завербован Агентством национальной безопасности — крупнейшей и наименее известной шпионской организацией страны, когда проходил курс обучения в бизнес-школе. Несмотря на вербовку правительственной организацией, бо́льшую часть своей карьеры я посвятил работе на частные компании. Первым «экономическим убийцей» был Кермит Рузвельт (англ. Kermit Roosevelt Jr.) — правнук бывшего президента США Тедди Рузвельта, который отличился тем, что сверг демократически избранное правительство Ирана во главе с Моххамедом Моссадыком, которого в то время журнал Time называл «человеком года», заменив его на власть Шаха. Операция по свержению законно избранного правительства Ирана была проведена настолько виртуозно и, что немаловажно, практически бескровно и без внешнего военного вмешательства (смена правительства Моххамеда Моссадыка, по большому счету, обошлась лишь в определённую сумму денег), что идея «экономического убийства» была признана заслуживающей пристального внимания. Более того, действуя посредством своих специальных служб, Соединённые Штаты избегали обострения отношений с Советским Союзом. Проблема, однако, заключалась в том, что Рузвельт был агентом Центрального разведывательного управления и, соответственно, относился к федеральным служащим США. В случае его поимки во время проведения операции по свержению правительства Ирана у США могли возникнуть определённого рода проблемы с вмешательством в дела суверенного государства. В качестве выхода организациями типа Центрального разведывательного управления и Агентства национальной безопасности было рекомендовано проводить вербовку «экономических убийц» и направлять их на работу в частные консалтинговые и инженерно-технические компании — таким образом в случае поимки «экономического убийцы» было проблематично доказать его связь с правительством США. 

 — Интервью от 4 ноября 2004 

## Критика
Несмотря на противоречивую оценку данных, представленных в книге, она хорошо продавалась и даже входила в список бестселлеров New York Times и Amazon. Например, экономический обозреватель The Washington Post Себастиан Маллаби (англ. Sebastian Mallaby) резко отзывался о книге автора: «Перкинс — ярый сторонник теорий заговора и обычный пустобрех, но при этом его книга „Исповедь экономического убийцы“ хорошо продается». Маллаби, который на протяжении 13 лет сотрудничал с влиятельным английским журналом Economist и написал биографию руководителя Всемирного Банка Джеймса Вулфенсона, тепло встреченную критиками, утверждал, что описываемая Перкинсом концепция международной финансовой системы не выдерживает никакой критики и представляет собой «одну большую ошибку». В качестве примера Маллаби указывает на то, что Индонезия снизила уровень детской смертности и неграмотности на две трети только после того, как экономисты в 1970 году уговорили лидеров страны привлекать заемные средства для решения этих проблем.
Помимо этого Маллаби поставил под сомнение идею о чрезвычайном экономическом могуществе корпораций. Перкинс подкрепляет эту идею ссылкой на исследование, по которому при сравнении «капитализации» государств и корпораций, окажется что в списке 100 крупнейших экономик — корпораций (51) будет больше, чем стран (49). Маллаби приводит более качественное, по его мнению, исследование ООН, сравнивающее экономические показатели стран и корпораций, с выводом, что в ведущую сотню экономик входит только 29 корпораций, и почти все — в конце списка.
В числе критиков Перкинса оказались такие влиятельные издательства, как The New York Times и Boston Magazine, равно как и Государственный департамент США, которые указывали на недостаточность информации, предоставленной автором в книге, в части его вербовки Агентством национальной безопасности перед приемом на работу в Chas T. Main. Так, к примеру, в своем пресс-релизе Государственный департамент США заявил о том, что Агентство национальной безопасности является организацией, занимающейся вопросами криптографии и информационной безопасности, и не имеет никакого отношения к экономике, и уж тем более не имеет возможности «проводить операции по тайному внедрению экономистов в частные компании с целью увеличения американских заимствований со стороны иностранных государств».
Известный своими консервативными взглядами профессор истории Гарвардского университета Нил Фергюсон в своей книге «Восхождение денег» (англ. The Ascent of Money) ставит под сомнение утверждение Перкинса об убийстве лидеров Эквадора (Ха́йме Рольдо́с Агиле́ра) и Панамы (Омар Торрихос) агентами Соединенных Штатов. По мнению Перкинса, указанные лидеры были убиты за противодействие росту долговой нагрузки своих стран, что с точки зрения Фергюсона вызывает «определенные сомнения». Дело в том, что общая сумма займа, предоставленного США Панаме и Эквадору, составила менее 0,4 % общего объёма внешних заимствований иностранных государств в США, а экспорт из США в Панаму и Эквадор занимал 0,4 % от общего объёма американского экспорта — по мнению Нила Фергюсона, «это не те деньги», ради которых «нужно кого-то убить».
Бывший вице-президент компании Chas. T. Main Эйнар Грив (англ. Einar Greve), нанимавший на работу Перкинса, поначалу подтвердил достоверность изложенных в книге фактов, но после настойчивых вопросов относительно достоверности приведённых в книге данных отверг часть утверждений, касающихся наличия каких-либо связей между Агентством национальной безопасности и компанией Chas. T. Main, а также факта соблазнения Перкинса со стороны Клодин.

## Другие работы
После публикации книги «Исповедь экономического убийцы» Перкинс выпустил ещё ряд книг, в числе которых «Игра, старая как Империя» (A Game as Old as Empire: the Secret World of Economic Hit Men and the Web of Global Corruption, 2007), «Тайная история американской империи» (The Secret History of the American Empire, 2007) и «Экономический убийца объясняет, почему рухнули финансовые рынки и как их возродить» (Hoodwinked: An Economic Hit Man Reveals Why the World Financial Markets Imploded — and What We Need to Do to Remake Them, 2009)
В эпилоге издания «Исповеди экономического убийцы» в 2006 году содержится информация, которая опровергает инициативу стран «Большой восьмерки» по снижению долговой нагрузки развивающихся стран. По мнению автора, предложенная промышленно развитыми странами инициатива подразумевает под собой проведение приватизации в области здравоохранения, образования, электроэнергетики, водных и иных ресурсов в развивающихся странах. Помимо прочего, развивающиеся страны должны будут ограничить поддержку отечественных компаний, закрыть глаза на субсидии, предоставляемые развитыми странами своим производителям, и согласиться на серьёзные ограничения в торговле с развитыми странами.